# Le Poizat-Lalleyriat
Le Poizat-Lalleyriat ist eine französische Gemeinde mit 740 Einwohnern (Stand: 1. Januar 2022) im Département Ain in der Region Auvergne-Rhône-Alpes. Sie gehört zum Kanton Nantua im Arrondissement Nantua.

## Geographie
Die Gemeinde Le Poizat-Lalleyriat liegt im südlichen Jura, rund acht Kilometer östlich von Nantua und zwölf Kilometer südsüdöstlich von Oyonnax im Tal des Flüsschens Combet, einem Zufluss der Semine. Die Autoroute A 40 sowie die Bahnstrecke Bourg-en-Bresse–Bellegarde durchqueren das Gemeindegebiet. Im Le Poizat befindet sich ein Wintersportzentrum.
Nachbargemeinden sind Charix im Norden, Saint-Germain-de-Joux im Nordosten, Valserhône im Osten, Haut Valromey im Süden sowie Les Neyrolles im Westen.

## Geschichte
Le Poizat-Lalleyriat entstand als Commune nouvelle mit Wirkung vom 1. Januar 2016 durch die Zusammenlegung der bisherigen Gemeinden Lalleyriat und Le Poizat, die in der neuen Gemeinde den Status einer Commune déléguée haben. Der Verwaltungssitz befindet sich im Ort Lalleyriat.

### Bevölkerungsentwicklung
| Jahr                                                                  | 1962 | 1968 | 1975 | 1982 | 1990 | 1999 | 2006 | 2018 | 2021 |
| Einwohner                                                             | 474  | 417  | 375  | 352  | 461  | 516  | 626  | 750  | 746  |
| Quellen: Cassini und INSEE (bis 2018 Addition der Vorgängergemeinden) |      |      |      |      |      |      |      |      |      |

## Sehenswürdigkeiten

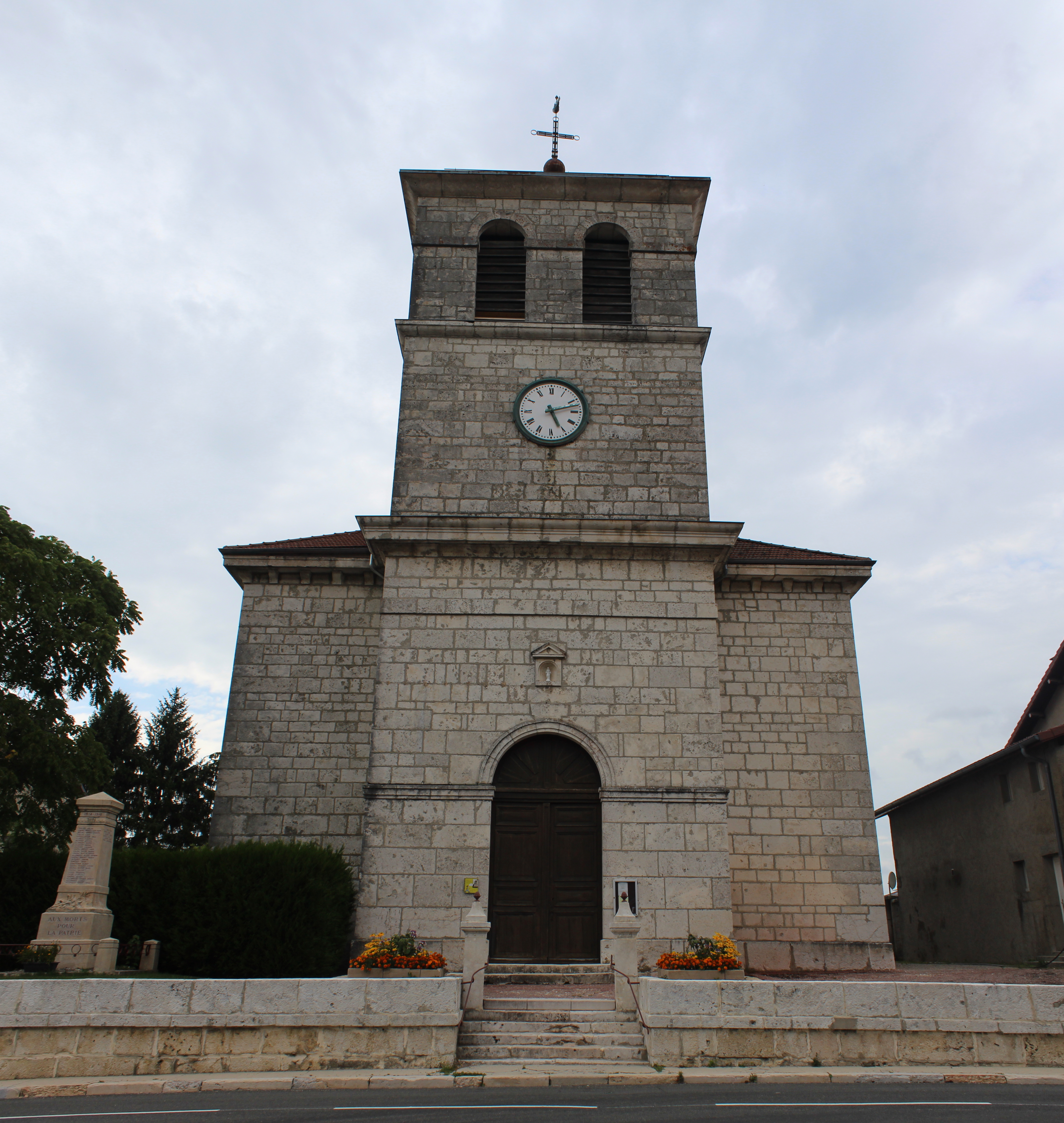
Kirche Saint-Félix in Le Poizat
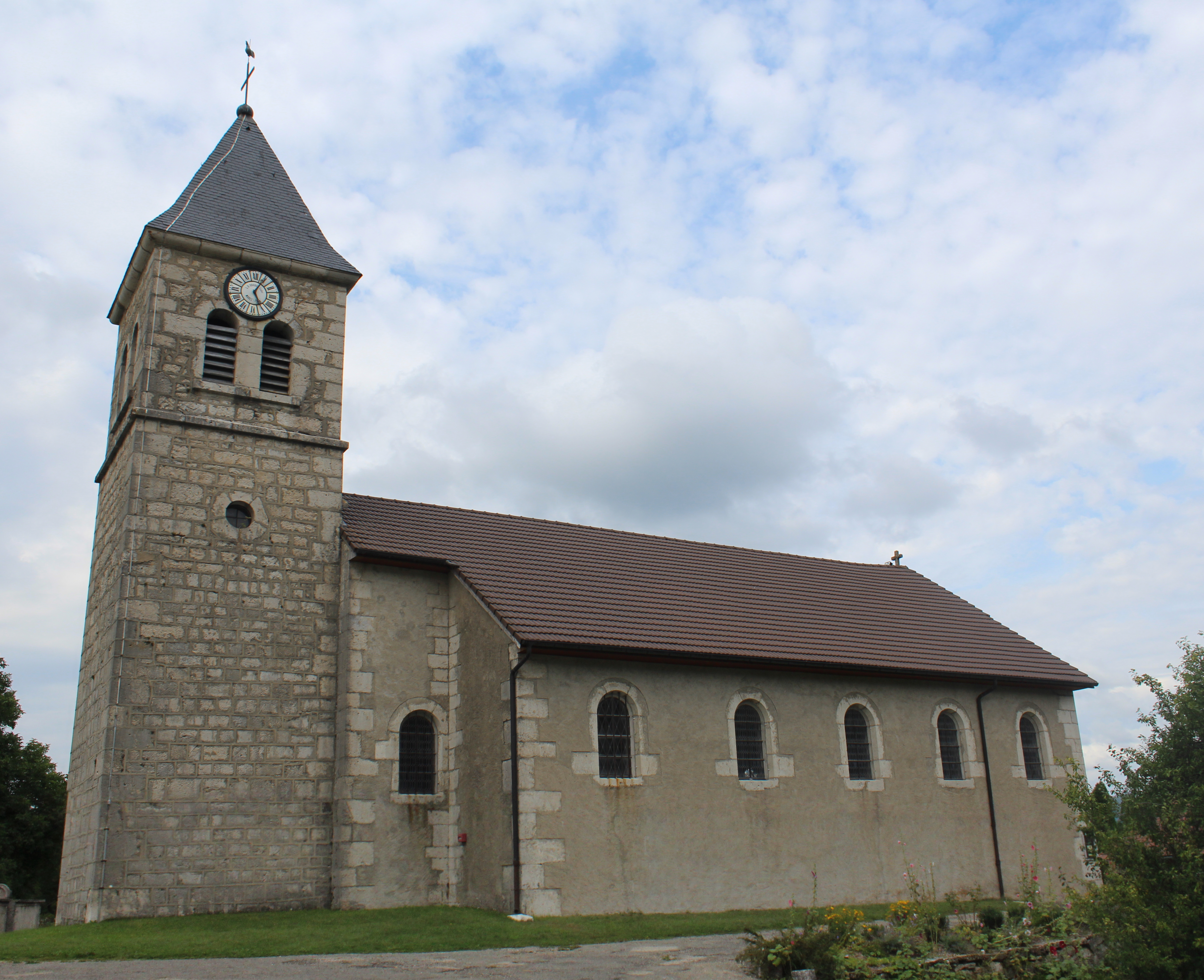
Kirche Saint-Blaise in Lalleyriat
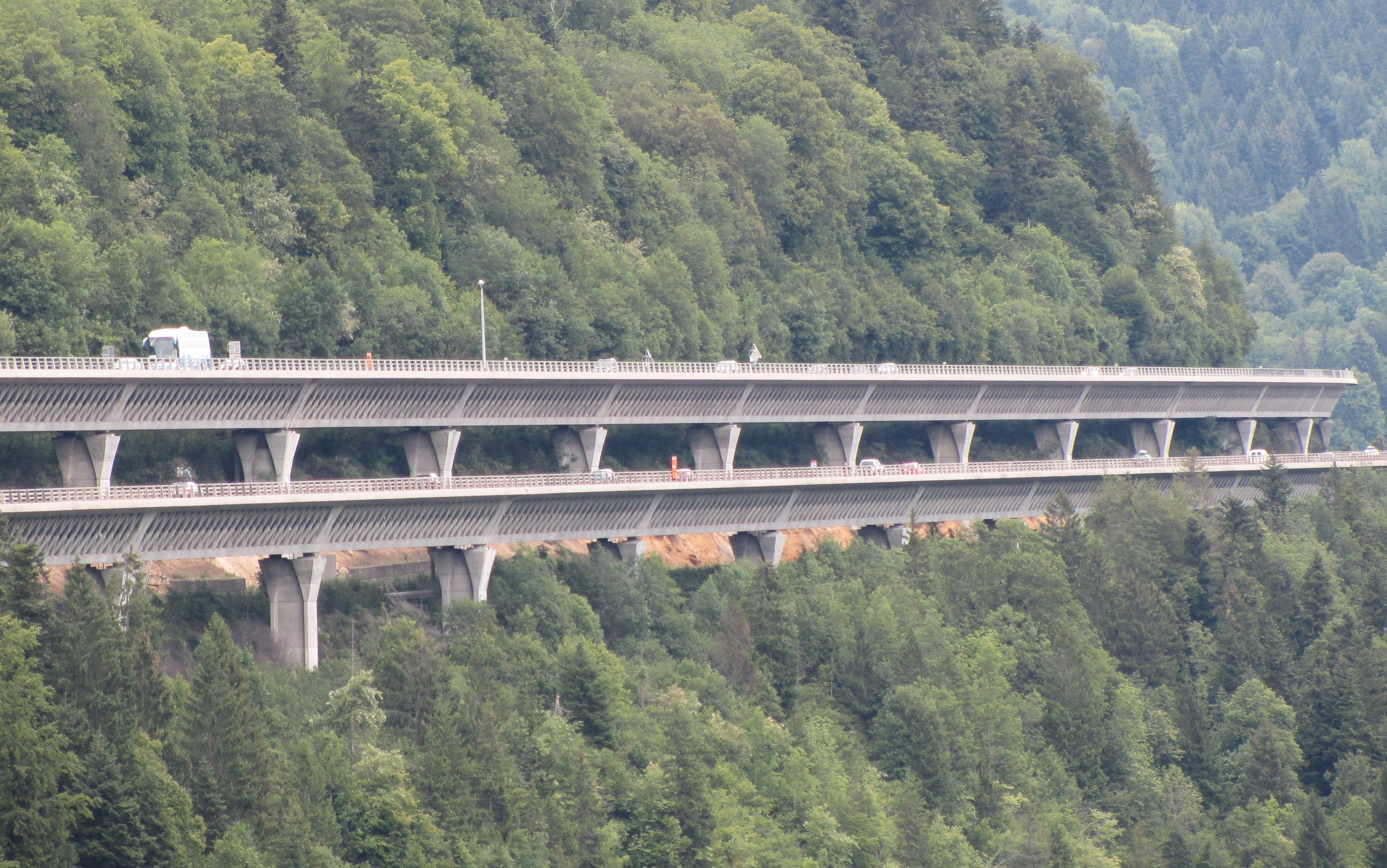
Autobahnbrücke am Hochufer des Lac de Sylvans